# Schoonvelde
Schoonvelde is de naam van een Nederlands geslacht, dat oorspronkelijk uit Bentheim stamt. De familie is vernoemd naar de hof Schoneveld in Wilsum.
De naam Schoonvelde komt men vaak tegen in de provincie Drenthe. De naam wordt ook niet alleen als familienaam gebruikt, maar ook als naam voor een stadsdeel, streek en voor bepaalde straatnamen. Een deel van Hoogeveen, is aangeduid met de naam Schoonvelde. In het verleden heeft de familie hier bezittingen gehad.
In de geschiedenis van bekende namen in Zuid-Drenthe kan men altijd een Schoonvelde terugvinden. Leden van het geslacht Schoonvelde waren meestal landbouwers of ondernemers. Dragers van de achternaam Schoonvelde zijn vrijwel altijd familie van elkaar.
De Heeren van Schoonvelde stonden rond de dertiende eeuw, zowel bij de Bisschop van Utrecht en de Graaf van Bentheim, zeer goed aangeschreven. Naar eigen zeggen had de familie in het jaar 1293 hun eerste stuk grond gekocht van de Heeren van Echten.

## Enkele telgen
- Nicolaus van Bentheim (ca. 1220 - ), zoon van graaf Boudewijn I van Bentheim, borgman van Bentheim, ingetreden in de Johannieterorde.

- Ludolphus van Schonevelde van Bentheim (ca. 1245 - ), ridder en kleinzoon van graaf Boudewijn I van Bentheim. Op 19 januari 1299 komt hij met onder meer Arnoldus van Dedem en Nicolaus van Schonevelde, als getuige van graaf Egbert van Bentheim voor.

- Mattheus de Sconenfeld ( overleden 1328), heer van het leengoed Heyminckhorst in het kerspel Emlicheim.

- Nicolaus van Schonevelde (ca. 1270 - 1330), borgman van Bentheim.
- Johan van den Clooster (ca. 1305 - 1366), vermoedelijke de zoon van Nicolaus van Bentheim en was gehuwd met Agnes van Rutenborg.

- Ludolf van Schonevelde  (ca. 1350 - 1431), heer van Grasdorp. ridder en trouwde met Aleid van Amstel. [6]

- Matheus III van Schoneveld (ca. 1380 - 1456), heer van Grasdorp en Moy, ridder, ambtman van Diepenheim, ambtman van Twente, borgman van Bentheim en beleend met de hof Gelsing in het kerspel Veldhausen.
- Ludolph van Schoneveld ( - 1473), raadsheer van de hertog van Kleef, burggraaf en bewaarder van het slot Winnendael.

- Matheus IV van Schoneveld (ca. 1400 - 1486), burgemeester van Vollenhove, vrijschepen van het Heilige Roomse Rijk en heer van Borculo en Mallen.

- Matheus V van Schoneveld (ca. 1480 - 1531), borgman van Edingen. Mattheus was gehuwd met Stijne van Besten, die 16 juli 1518 met Matheus, als hulder na de dood van de vader van Stijne, werd beleend met diens goederen, te weten de hof te Esch en Toesing in de buurschap Veldhausen, de Maet in Enschede, de Horst en Schutking in de buurschap Enschede, de hof te Usselo, de Hulschershof alsmede de grove en smalle tienden over Helminck en Roessing.[7]